# Abula
Koordinaten: 58° 26′ N, 22° 9′ O
Abula ist ein Dorf (estnisch küla) auf der größten estnischen Insel Saaremaa. Es gehört zur Landgemeinde Saaremaa (bis 2017: Landgemeinde Kihelkonna) im Kreis Saare.
Das Dorf hat sechs Einwohner (Stand 31. Dezember 2011). Es liegt am östlichen Ufer der Ostsee-Bucht Tagalaht.

## Persönlichkeiten
In Abula wurde der estnische Rechtswissenschaftler Abner Uustal (1915–1985) geboren. Der für seine Studien zum Seevölkerrecht bekannte Jurist lehrte ab 1966 an der Staatlichen Universität Tartu.